# Alice Weidel

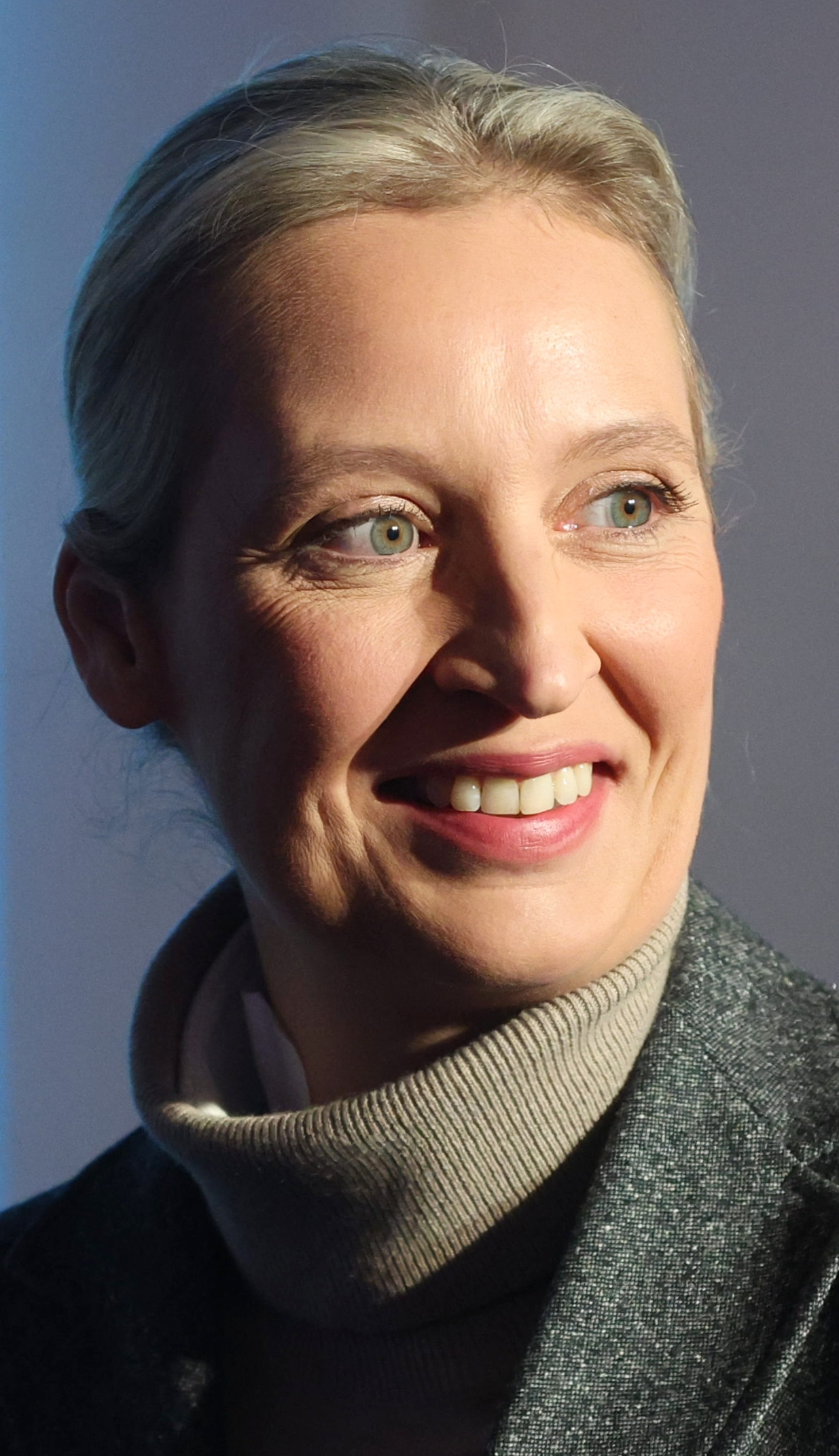
Alice Weidel, 2025

Alice Elisabeth Weidel (* 6. Februar 1979 in Gütersloh) ist eine deutsche Politikerin (AfD). Sie ist seit 2017 Mitglied des Deutschen Bundestags. Weidel war zunächst ab September 2017 gemeinsam mit Alexander Gauland und ist seit September 2021 gemeinsam mit Tino Chrupalla Co-Vorsitzende der Bundestagsfraktion der rechtspopulistischen und rechtsextremen Partei Alternative für Deutschland (AfD). Seit Juni 2022 ist sie zudem zusammen mit Chrupalla Bundessprecherin der Partei. Darüber hinaus war sie von Februar 2020 bis Juli 2022 Landessprecherin der AfD Baden-Württemberg. Bei der Bundestagswahl 2017 bildete sie mit Gauland das Spitzenkandidaten-Duo für die AfD. Bei der Bundestagswahl 2021 kandidierte sie in gleicher Funktion gemeinsam mit Chrupalla. Bei der Bundestagswahl 2025 war sie Kanzlerkandidatin ihrer Partei, die damit erstmals eine solche aufstellte.

## Leben

### Herkunft, Schulzeit, Studium und Berufskarriere
Alice Weidel wurde als jüngstes von drei Kindern des Wirtschaftsingenieurs und späteren Handelsvertreters Gerhard Weidel und dessen Frau Margitta in Gütersloh, der Heimatstadt ihrer Mutter, geboren und wuchs in Harsewinkel (Kreis Gütersloh) auf. Im Jahre 1998 machte Weidel am Jugenddorf-Christophorus-Gymnasium (heute CJD-Gymnasium) in Versmold ihr Abitur. Sie studierte Volks- und Betriebswirtschaftslehre an der Universität Bayreuth und schloss ihr Studium 2004 als Jahrgangsbeste mit einer Arbeit über Die Rolle der Banken in der Corporate Governance als transformationspolitisches Konzept am Beispiel der Volksrepublik China ab. Von Juli 2005 bis Juni 2006 arbeitete sie als Analystin im Bereich Vermögensverwaltung bei Goldman Sachs in Frankfurt am Main. Anschließend schrieb Weidel eine Doktorarbeit beim Gesundheitsökonomen Peter Oberender (der Hauptzeichner der Wahlalternative 2013 war, aus der die Partei Alternative für Deutschland, kurz AfD, hervorging) an der Rechts- und Wirtschaftswissenschaftlichen Fakultät der Universität Bayreuth über die Zukunft des chinesischen Rentensystems; 2011 wurde sie magna cum laude promoviert. Ihre Promotion bzw. Auslandsaufenthalte in China wurden durch die Begabtenförderung der Konrad-Adenauer-Stiftung, sowie Stipendien des Deutschen Akademischen Austauschdiensts und des Bundesbildungsministeriums gefördert.
Nach einem Jahr in Japan und fünf Jahren in China als Stipendiatin machte sie bei der Credit Suisse in Singapur ein Praktikum. Von März 2011 bis Mai 2013 war sie bei Allianz Global Investors in Frankfurt am Main beschäftigt. Nach einer kurzen Station bei Heristo arbeitete sie als freiberufliche Unternehmensberaterin. Als solche war sie 2015 kurzzeitig für Rocket Internet und das Start-up Foodora tätig.
Die Selbstdarstellung Weidels beruflichen Werdegangs wurde in mehreren Presseartikeln kritisch hinterfragt.

### Politische Karriere

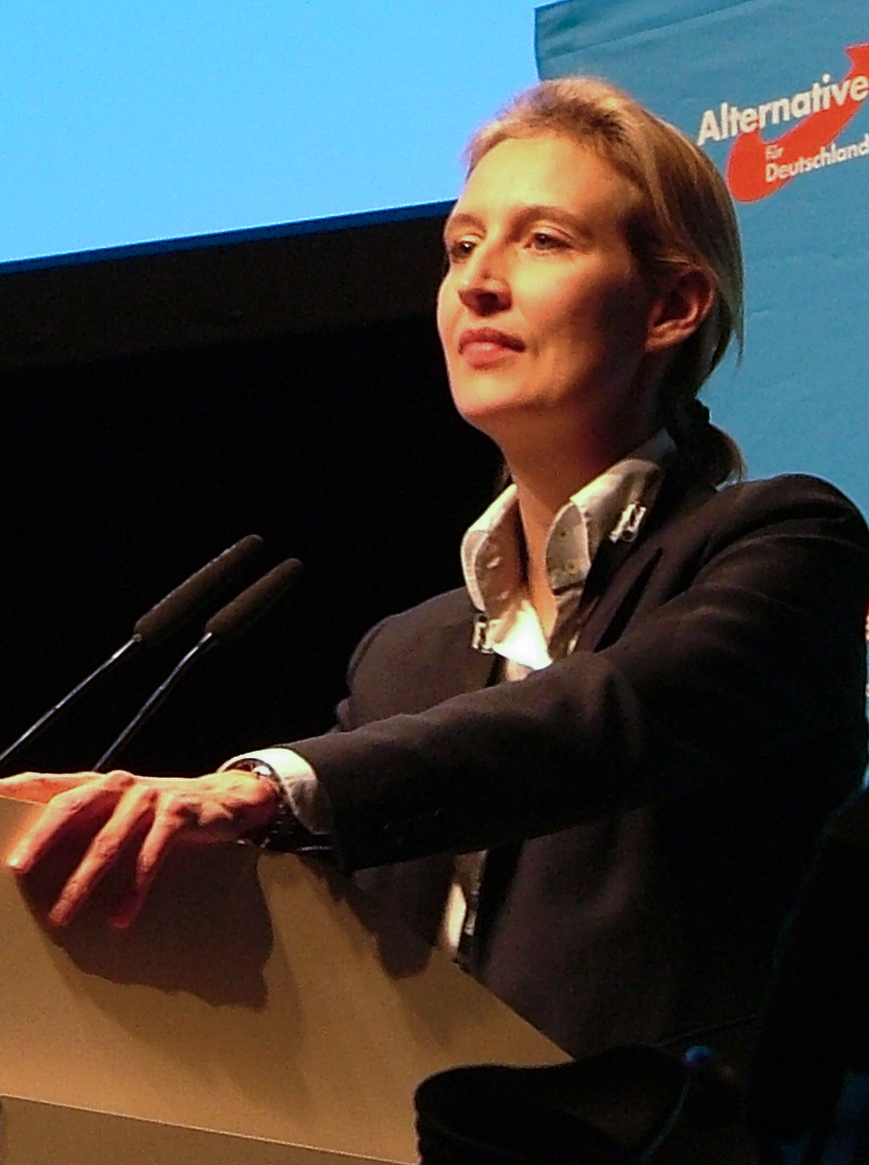
Alice Weidel (2017)

Weidel trat im Oktober 2013 in die AfD Baden-Württemberg ein und wurde im Juli 2015 in den Bundesvorstand der AfD gewählt. Sie ist Mitglied der Bundesprogrammkommission, deren Vorsitz sie 2016 innehatte, und leitet den Bundesfachausschuss Euro und Währung.
Bei der Landtagswahl in Baden-Württemberg 2016 kandidierte sie erfolglos als Kandidatin im Landtagswahlkreis Bodensee; Anfang März 2017 unterlag sie auf dem Landesparteitag in Sulz am Neckar in einer Stichwahl um den Landesvorsitz Ralf Özkara mit 209 gegen 224 Stimmen. Im April 2017 wurde Weidel auf dem AfD-Bundesparteitag in Köln gemeinsam mit dem damals noch stellvertretenden Parteivorsitzenden Alexander Gauland zur Spitzenkandidatin für die Bundestagswahl 2017 gewählt, mit 67,7 % der Stimmen.
Zur Bundestagswahl 2017 trat sie als Direktkandidatin im Bundestagswahlkreis Bodensee an, wo sie mit 10,4 % dem CDU-Kandidaten Lothar Riebsamen (41,4 %) unterlag und als Spitzenkandidatin der AfD Baden-Württemberg über Platz 1 der Landesliste Baden-Württemberg in den Bundestag einzog.
Weidel war ab dem 26. September 2017 gemeinsam mit Alexander Gauland vier Jahre lang Vorsitzende der AfD-Bundestagsfraktion. Am 3. Dezember 2017 wurde sie vom AfD-Bundesparteitag in Hannover als Mitglied des Bundesvorstands bestätigt.
Zur Unterstützung ihrer politischen Arbeit stellten Weidel sowie 18 weitere Abgeordnete ihrer Fraktion nach Recherchen von Zeit Online Mitarbeiter aus dem „rechtsradikalen bis rechtsextremen“ Milieu ein: Ihr Mitarbeiter Daniel Tapp war zuvor Geschäftsführer des Studienzentrums Weikersheim, das laut Zeit Online mit seinen Vorträgen und Veranstaltungen Verbindungen zwischen Nationalkonservativen und extremen Rechten zu knüpfen versucht, und Mitarbeiter von Barbara Rosenkranz, der damaligen niederösterreichischen Spitzenkandidatin der FPÖ.

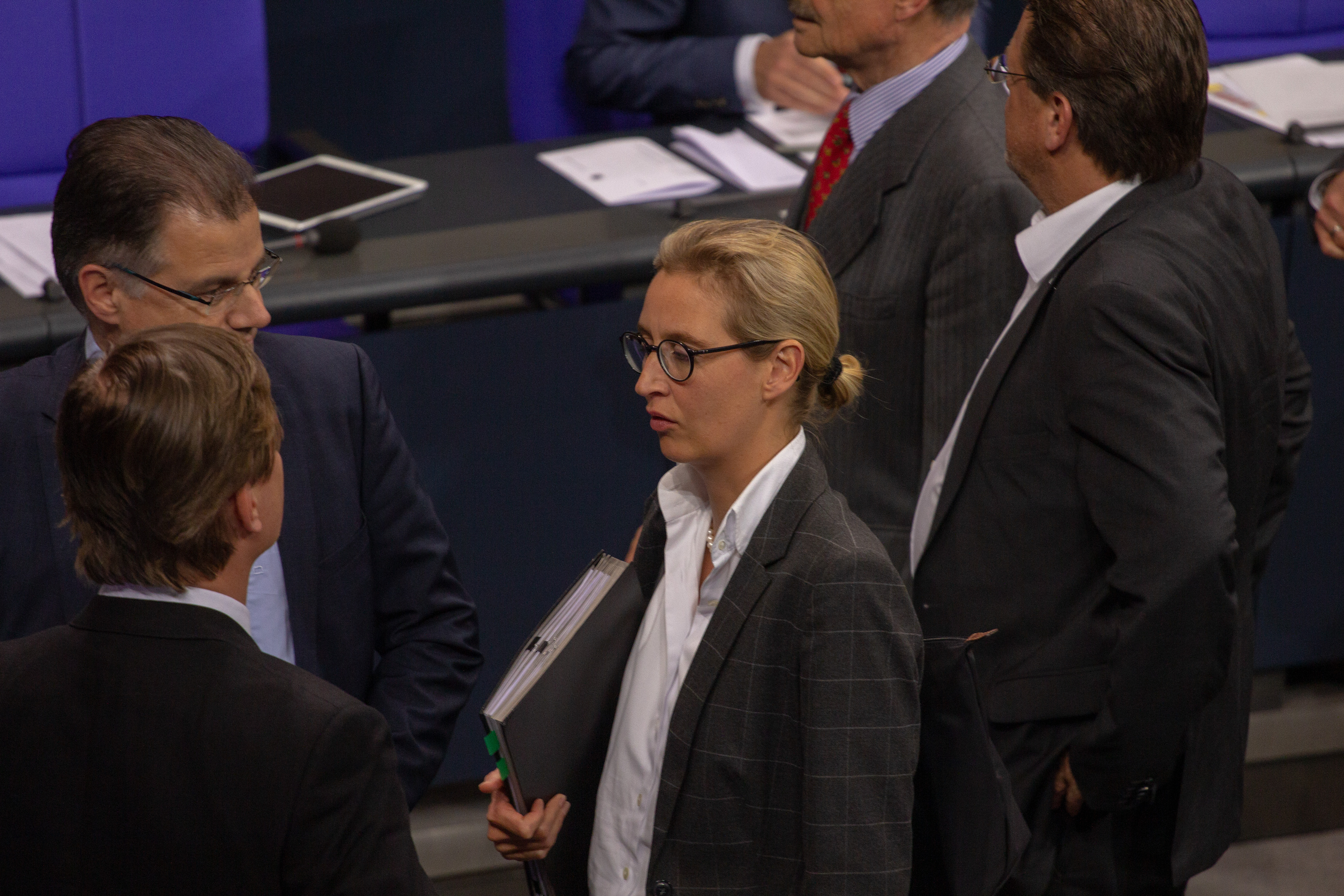
Weidel im Jahr 2019 im Bundestag

Im September 2019 war Weidel bei einer „Sommerakademie“ des Instituts für Staatspolitik (IfS) von Götz Kubitschek in Schnellroda (Sachsen-Anhalt) zu Gast und referierte dort über „Politik in Berlin“. Das Institut gilt als Teil der Neuen Rechten; zuvor waren vor allem AfD-Politiker aus dem Umfeld des radikal rechten „Flügels“ zu Gast. Journalisten waren zu dieser Veranstaltung nicht zugelassen. In einem Video des IfS ist Weidel im Gespräch mit Kubitschek und dem Institutsleiter Erik Lehnert zu sehen; über die Veranstaltung äußert sie: „Die Leute sind aktiv, die sind wissbegierig. Man hat so eine gewisse Dynamik, das gefällt mir recht gut.“ Der Szenebeobachter David Begrich sieht diesen Auftritt Weidels als Versuch, bei den Anhängern des „Flügels“ zu punkten. Dass Weidel in ihrem Vortrag beim IfS auch sagte, die „Herausforderung“ sei, „nach den Regeln zu spielen, um sich nicht zu diskreditieren“, und „Krawall schlagen“ führe zu nichts, interpretierte Jan Sternberg in der Frankfurter Rundschau dahingehend, dass es auch ihr Ziel gewesen sei, „im rechten Aktivisten-Milieu um Unterstützung für einen parlamentarischen Kurs der AfD zu werben und vor allzu radikalen Äußerungen zu warnen“.
Am 30. November 2019 wurde Weidel auf dem AfD-Bundesparteitag in Braunschweig zu einer von drei stellvertretenden Bundessprechern ihrer Partei gewählt.
Im 19. Deutschen Bundestag war sie stellvertretendes Mitglied im Haushaltsausschuss.
Auf dem Landesparteitag der AfD Baden-Württemberg in Böblingen wurde sie am 15. Februar 2020 zur Vorsitzenden des Landesverbandes gewählt.
Kurz vor dem AfD-Parteitag 2021 in Dresden gab Weidel bekannt, dass sie für eine Kandidatur als Spitzenkandidatin für die Bundestagswahl 2021 nicht zur Verfügung stehen werde. Im Mai 2021 änderte sie ihre Haltung jedoch und bildete zusammen mit Bundessprecher Tino Chrupalla, der kurz zuvor auf mehrere Anfragen der AfD-Bundestagsabgeordneten Joana Cotar nach einem möglichen Spitzenteam nicht eingegangen war, ein ebensolches für den 20. Deutschen Bundestag. Weidel und Chrupalla bestritten vehement Vorwürfe, den als rechtsextrem eingestuften Ostflügel der Partei zu vertreten, und versprachen, die gesamte Partei gleichermaßen zu repräsentieren, während Parteichef Jörg Meuthen die Kandidatur des konkurrierenden Duos, bestehend aus Joana Cotar und Joachim Wundrak als Vertreter des sogenannten gemäßigten Teils der AfD, begrüßte.
Am 25. Mai 2021 wurde das Team Weidel und Chrupalla schließlich durch eine parteiinterne Abstimmung mit 71 % der Stimmen zum Spitzenduo für den Bundestag gewählt. Weidel erreichte diesmal in ihrem Bundestagswahlkreis Bodensee den dritten Platz hinter dem SPD-Kandidaten Leon Hahn sowie dem CDU-Vertreter Volker Mayer-Lay und erhielt nur 9,2 % der Erststimmen. Mit 10,1 % der Erst- sowie 10,3 % der Zweitstimmen wurde die AfD diesmal nur fünftstärkste Kraft, auf sie entfielen 83 Mandate, elf weniger als noch im Jahr 2017. Zuvor hatten Chrupalla und Weidel angegeben, auch für den neuen Fraktionsvorsitz gemeinsam zu kandidieren, nachdem beispielsweise Alexander Gauland auf eine erneute Kandidatur verzichtet hatte. Nachdem sich ein Teil der Abgeordneten angesichts des Wahlergebnisses gegen eine „Doppelspitze“ aus diesen beiden Parteimitgliedern ausgesprochen hatte, wurde die ursprünglich für den 29. September 2021 anberaumte Wahl um einen Tag verschoben. Als Meuthen dem Spitzenduo kurz nach der Wahl „Wahlkampf nur für die eigene Blase“ vorwarf, entgegnete Weidel, sie lasse sich das Wahlergebnis „nicht schlechtreden, von niemandem“. Weidel und Chrupalla wiesen darüber hinaus auf die „Etablierung der AfD als rechte Partei im Bundestag“ hin. Am 30. September stimmten 50 Abgeordnete für die beiden einzigen Kandidaten für den Fraktionsvorsitz, 25 waren dagegen, zwei enthielten sich.
Auf der Aufstellungsversammlung Anfang Oktober 2024 in Ulm wurde Weidel mit 86,5 % als Spitzenkandidatin auf Platz 1 der baden-württembergischen Landesliste für die Bundestagswahl 2025 gewählt. Im Dezember 2024 wurde Weidel vom Bundesvorstand der AfD, die in bundesweiten Umfragen zu der Zeit zweitstärkste Kraft war, zur Spitzenkandidatin für die Bundestagswahl nominiert und auf dem Bundesparteitag in Riesa bestätigt. Die AfD stellt damit erstmals eine eigene Kanzlerkandidatin für eine Bundestagswahl.

## Politische Positionen

### Asyl- und Integrationspolitik
Weidel sieht in der Asylpolitik der Bundesregierung einen Verstoß gegen „internationale Abkommen“. Sie fordert eine „Festung Europa“ und eine „effektive Entwicklungshilfe“. Weidel lehnt die Krankenversicherung für Asylbewerber ab, kritisiert einen aus ihrer Sicht „naiven Umgang“ mit islamischen Hasspredigern und hat vor überzogenen Erwartungen bei der Integration von Flüchtlingen in den Arbeitsmarkt gewarnt. Im Rahmen der Flüchtlingsdebatte spricht sie von einer unkalkulierbaren Belastung für die Wirtschaft und den Sozialstaat, die Wähler etablierter Parteien haben ihrer Meinung nach den „Verstand verloren“. Ihr zufolge lässt sich „keine bedeutende Frage unserer Zeit […] von der Migrationsfrage trennen“. Weidel will Burka und Niqab verbieten und hat sich auch für ein Kopftuchverbot ausgesprochen: Das Kopftuch gehöre „aus dem öffentlichen Raum und von der Straße verbannt“, da es als „absolut sexistisches Symbol“ eine „Apartheid von Männern und Frauen“ abbilde.
Im Dezember 2016 äußerte Weidel in der Talkshow Menschen bei Maischberger, Angela Merkel sei „selbstverständlich“ mitverantwortlich für die Vergewaltigung und Ermordung von Maria Ladenburger. Maischberger wurde daraufhin kritisiert, Weidel in der Sendung ein Podium geboten zu haben.
Nachdem Weidel in ihrer Antrittsrede als Spitzenkandidatin unter anderem Angst vor „grapschenden Ausländern“ geschürt und einen Einsatz „für unsere Werte, unsere Identität“ versprochen habe, bezeichnete Alan Posener in der Welt Weidel als „die Zukunft der AfD, die neue Petry. Charismatisch, gut aussehend, intelligent, rhetorisch begabt und anscheinend bereit, für die Macht Prinzipien zu opfern.“
Im Mai 2018 äußerte Weidel sich in einer Rede im Bundestag wie folgt: „Burkas, Kopftuchmädchen, alimentierte Messermänner und sonstige Taugenichtse werden unseren Wohlstand, das Wirtschaftswachstum und vor allem den Sozialstaat nicht sichern.“ Diese Bemerkungen wurden scharf kritisiert. Bundestagspräsident Wolfgang Schäuble erteilte Weidel einen Ordnungsruf, da sie mit ihren Formulierungen alle Frauen, die ein Kopftuch trügen, diskriminiere. Weidel äußerte anschließend in einem Interview mit n-tv ihr Unverständnis darüber, dass dies als Provokation gesehen wurde. In derselben Rede zur Haushaltsdebatte sprach Weidel zudem von einer „Auffettung der Einwohnerzahl durch zugewanderte Straftäter mit mehrfachen Identitäten“ sowie einer „Strategie des Generationenersatzes durch eine ungeregelte Zuwanderung“ und warf der Regierung vor, diese wolle sich das „Volk selbst aussuchen und zusammenstellen“. Damit bezog sie sich auf die neurechte Verschwörungstheorie des „Großen Austauschs“.
Im August 2021 forderte sie im Zusammenhang mit der Eroberung Afghanistans durch die Taliban und der daraus resultierenden Flüchtlingssituation im Land ein Asylmoratorium für die Bundesrepublik Deutschland mit der Begründung „2015 darf sich nicht wiederholen“. Anfang 2025 bekannte sich Weidel auf dem Bundesparteitag in Riesa zum Begriff „Remigration“. Sie sagte, es müsse jetzt Rückführungen im großen Stil geben und wenn „es dann Remigration heißen soll, dann heißt es eben Remigration“.

### EU- und Wirtschaftspolitik
2017 schlug Weidel vor, Spanien und Portugal aus der Eurozone zu entlassen. Sie sprach sich auch für einen Euroaustritt Deutschlands aus und forderte die Rückkehr zu einer goldgedeckten Währung.
Weidel hatte Steuervereinfachungen und die Abschaffung der Erbschaftsteuer gefordert. Sie plädierte gegen den Mindestlohn. In einem Interview mit der Bild bezeichnete sie 2017 Margaret Thatcher als ihr politisches Vorbild. In einem am 22. Januar 2023 veröffentlichten Interview mit der Londoner Financial Times umriss Weidel das Vorgehen ihrer Partei für den Fall einer Regierungsübernahme: Falls ein Versuch der AfD, das „Demokratiedefizit“ der EU aufzulösen, erfolglos verliefe, würde ein Austritt Deutschlands aus der EU nach dem Vorbild Großbritanniens zur Abstimmung gebracht. Führende Ökonomen halten das für den wirtschaftlichen Super-GAU.

### Außenpolitik
In einem Interview mit der US-amerikanischen Zeitschrift The American Conservative äußerte sich Weidel Anfang Januar 2025 zu Deutschlands Beziehungen zu den USA. Deutschland sei „eine Kolonie“ der USA ohne Recht auf eigenständige Entscheidungen über ihre Energie- und Außenpolitik. Zudem bezeichnete sie Deutschland als „Sklaven der USA“, was sich auch in der NATO manifestiere. „Wir Deutsche“, so Weidel, seien „ein besiegtes Volk“. Als Sklave habe Deutschland das „nobelste Recht“, sich nicht an den Kämpfen „seines Meisters“ zu beteiligen. Ein Sklave jedoch, der kämpfe, werde irgendwann seine Freiheit einfordern „und sein eigenes Glück anstreben“. Donald Trumps Wahlsieg bezeichnete sie gleichwohl als „inspirierend“. T-Online schrieb, dass ähnliche Thesen zur vermeintlichen Nicht-Souveränität Deutschlands vor allem unter Reichsbürgern beliebt seien.
Zur deutschen Politik gegenüber Russland sagte sie Anfang 2025, der „Enthusiasmus“ für militärische Unterstützung sei „ein staatlich verordneter Kriegswahn“, der jede realistische Einschätzung der militärischen Lage ignoriere. In Bezug auf die CDU sprach sie „von sexuellen Fantasien impotenter Menschen“, die in den vermeintlichen Kriegsaufrufen offenbar würden. Schon kurz nach dem russischen Überfall auf die Ukraine im Februar 2022 sagte Weidel im ARD-Morgenmagazin, dass Russland den Krieg begonnen habe, nachdem es gekränkt worden sei. Im Oktober 2022 äußerte sie, der AfD-Slogan „Unser Land zuerst“ (angelehnt an das „Franzosen zuerst“ des Front National unter Jean-Marie Le Pen) fordere „keine wertebasierte Außenpolitik“, sondern „eine interessengeleitete Außenpolitik für unser Land“. Mit seiner Sanktionspolitik habe Deutschland sich geschädigt und werde „zwischen den Großmächten zerrieben“. Der „große Verlierer“, so Weidel, werde nicht Russland oder die Ukraine sein, sondern Deutschland, da „ein Wirtschaftskrieg gegen Deutschland geführt“ wird. Der russische Angriff sei zwar „völkerrechtswidrig“, dennoch habe man sich nicht „einzumischen“, denn was es letztendlich für die Ukraine bedeute und für Russland, für Gebietsteilung, das sei „überhaupt gar nicht unser Thema.“ Präsident Putin vor ein Kriegsverbrechertribunal zu stellen, sei „völlig unrealistisch.“ Die Kriegshandlungen müssten eingestellt werden und auch die Ukraine müsse „in die Pflicht genommen werden“, denn es könne „nicht sein, dass der Westen völlig unreflektiert die ukrainischen Maximalforderungen“ übernehme. Anlässlich einer Rede des ukrainischen Präsidenten Wolodymyr Selenskyj im Bundestag im Juni 2024 erklärten Weidel und Chrupalla, man lehne es ab, „einen Redner im Tarnanzug anzuhören“. Selenskyjs Amtszeit sei „abgelaufen“ und er sei „nur noch als Kriegs- und Bettelpräsident im Amt“. Daher habe der Fraktionsvorstand beschlossen, der Rede fernzubleiben. Vier AfD-Abgeordnete saßen dennoch im Plenum. Während des AfD-Parteitags Ende Juni 2024 sagte sie, zu den Interessen Deutschlands und Europas gehöre, „dass die Ukraine nicht zur Europäischen Union gehört und zu Europa“.
Zur Frage deutscher Waffenlieferungen an Israel im Hinblick auf die dem Terrorangriff der Hamas folgenden Kämpfe im Gaza-Streifen sagte Weidel im August 2024, das Existenzrecht Israels sei „mit allen Mitteln der Diplomatie zu verteidigen“. Man komme jedoch „mit Waffen einfach nicht weiter“; man könne „über Waffen zu Verteidigungszwecken nachdenken“, aber „für weitere Offensiven“ seien sie „nicht zielführend“, denn man provoziere „sonst nur Gegenschläge“. Premierminister Benjamin Netanjahu arbeite „permanent gegen die Zweistaatenlösung“, auch die israelische Regierung müsse „kritisiert werden dürfen“.

### Globale Erwärmung/Energiepolitik

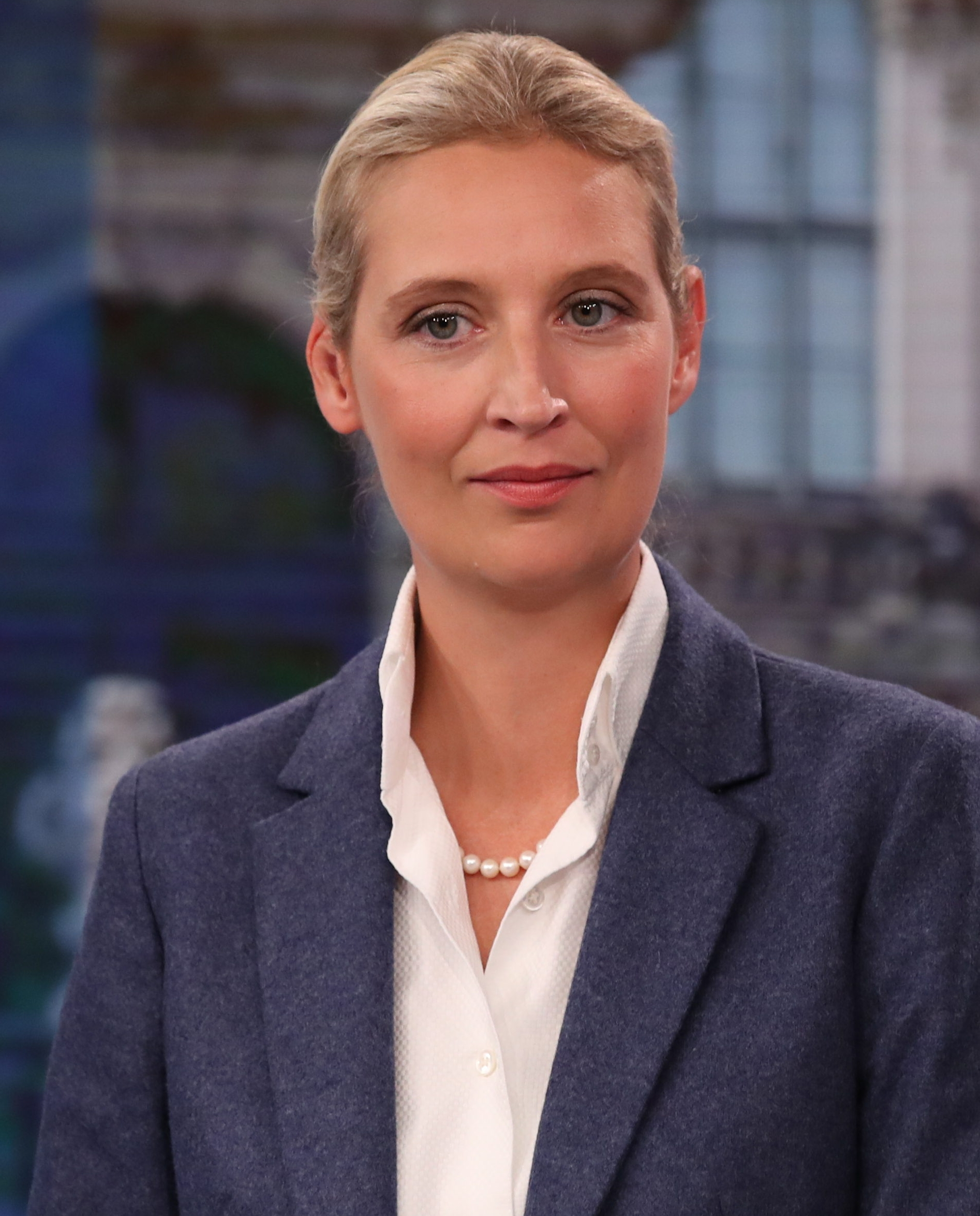
Weidel im Jahr 2019

Weidel äußerte sich 2019 im Sinne der Klimawandelleugnung. Sie glaube nicht, „dass der menschliche Einfluss auf die globale Erwärmung maßgeblich ist“. Die AfD hatte zuvor im Wahlkampf zur Europawahl 2019 ihren Standpunkt dazu modifiziert und von Anzeichen eines menschlichen Einflusses gesprochen. Weidel berief sich auf den dänischen Physiker Henrik Svensmark, der den Einfluss des Kohlendioxids auf das Klima für überbewertet hält. Zudem hätten Forscher des Niels-Bohr-Instituts (NBI) gesagt, „dass es einen viel belastbareren Zusammenhang zur Sonnenaktivität“ hinsichtlich hoher CO2-Werte gebe. Am NBI ist Svensmark allerdings seit 1993 nicht mehr tätig, und das NBI befürwortet dessen Hypothesen auch nicht. Mit den von Weidel zitierten Aussagen über die Sonnenenergie bezog sich das Institut nicht auf die Erde, sondern auf den Mars. Als weitere Quelle neben Svensmark nannte Weidels Pressereferent den Geophysiker Eigil Friis-Christensen, bis 2006 am NBI tätig. Dessen von Weidel und anderen Klimaskeptikern aufgegriffene diesbezügliche Forschungen sind jedoch unbelegt.
Im Hinblick auf die Fridays-for-Future-Kundgebungen sprach Weidel von „diese[r] Kampagnenfähigkeit, was da auf uns zurollt“, und sagte: „Die Power dieser kumulierten Dummheit ist beängstigend.“
Auf dem AfD-Bundesparteitag in Riesa sagte Weidel im Januar 2025, eine AfD-Regierung werde funktionsfähige Kernkraftwerke „natürlich wieder ans Netz nehmen“; für Kohlekraftwerke forderte sie längere Laufzeiten. Sie versprach auch, Nord Stream wieder in Betrieb zu nehmen, um russisches Gas durch die Ostsee zu beziehen. Zudem sagte sie, dass eine Regierung unter ihrer Beteiligung „alle Windräder niederreißen“ werde, und nannte sie „Windmühlen der Schande“. Laut n-tv war es „wohl kein Zufall“, dass dieser „etwas merkwürdige[] Ausspruch“ Weidels an Björn Höckes Bezeichnung des Holocaust-Mahnmals in Berlin als „Denkmal der Schande“ erinnerte. Auch tagesschau.de schrieb, der Begriff klinge „ziemlich nach Höcke-Duktus“.

### Familienpolitik und gleichgeschlechtliche Ehe
Trotz anderslautender Bekundungen verschiedener AfD-Mitglieder und einer unklaren Parteilinie, die sich in ihrem Parteiprogramm zur „traditionellen Familie als Leitbild“ bekennt und offenlässt, ob eine gleichgeschlechtliche Partnerschaft mit Kindern als Familie gilt, sieht Weidel die AfD als „Garant der Rechte von Homosexuellen“. In diesen Angelegenheiten steht ihre Rede dem LGBT-Konservatismus ideologisch nahe. Sie verbindet diese Positionierung mit ihrer ablehnenden Haltung zu Asylrecht und Islam. Weidel äußerte, sie sehe die Familienpolitik liberaler als ihre Partei: „Familie ist dort, wo Kinder sind.“ Die von Weidel geführte AfD-Fraktion lehnte dennoch die in Deutschland am 1. Oktober 2017 ermöglichte gleichgeschlechtliche Ehe ab. In einem Antrag an den Deutschen Bundestag vom 8. Oktober 2018 forderte die AfD-Fraktion erfolglos, das Recht auf gleichgeschlechtliche Ehen abzuschaffen. Weidels schweizerische Lebenspartnerin, Sarah Bossard, warb indes öffentlich für die „Ehe für alle“ und sprach sich dafür aus, bei der – erfolgreichen – Volksabstimmung am 26. September 2021 über die Einführung der gleichgeschlechtlichen Ehe in der Schweiz mit „Ja“ zu stimmen. Eine Kampagne gegen die „Ehe für alle“ bezeichnete Bossard als „geschmacklos“ und als an der Lebenswirklichkeit vorbeigehend.

### Kirchen
Den beiden großen christlichen Kirchen warf Weidel Ende 2017 vor, in ihrer Mehrheit „die gleiche unrühmliche Rolle [zu spielen], die sie auch im Dritten Reich gespielt haben“. Die Amtskirchen seien „durch und durch politisiert“ und die Trennung von Staat und Kirche werde nicht mehr eingehalten. Die AfD sei laut ihren Worten nunmehr die einzige christliche Partei. Zuvor hatten Vertreter beider Kirchen wiederholt vor der AfD und deren Flüchtlingspolitik gewarnt. Diese Gleichsetzung mit dem Verhalten der Amtskirchen während der NS-Zeit, das laut Sächsischer Zeitung häufig von einem Arrangieren „fast bis zur Gleichschaltung“ geprägt war, bezeichneten die Sprecher der Deutschen Bischofskonferenz bzw. der Evangelischen Kirche in Deutschland als „Polemik“ und „Entgleisung“. Statt eines Kommentars wünsche man Frau Weidel „Besinnung“ bzw. eine „licht- und erkenntnisreiche Weihnacht“.

### Innerparteiliche Konflikte
Nach dem Parteitag 2017 beendeten Weidel und Gauland ihre Kommunikation mit Bundessprecherin Frauke Petry; diese bekundete im August 2017 ihre Gesprächsbereitschaft mit den Spitzenkandidaten. In der Woche vor der Bundestagswahl 2017 gründete Petry Die blaue Partei, ging zu beiden auf Distanz und bekundete ihr Verständnis für Wähler, die über deren Äußerungen „entsetzt“ seien.

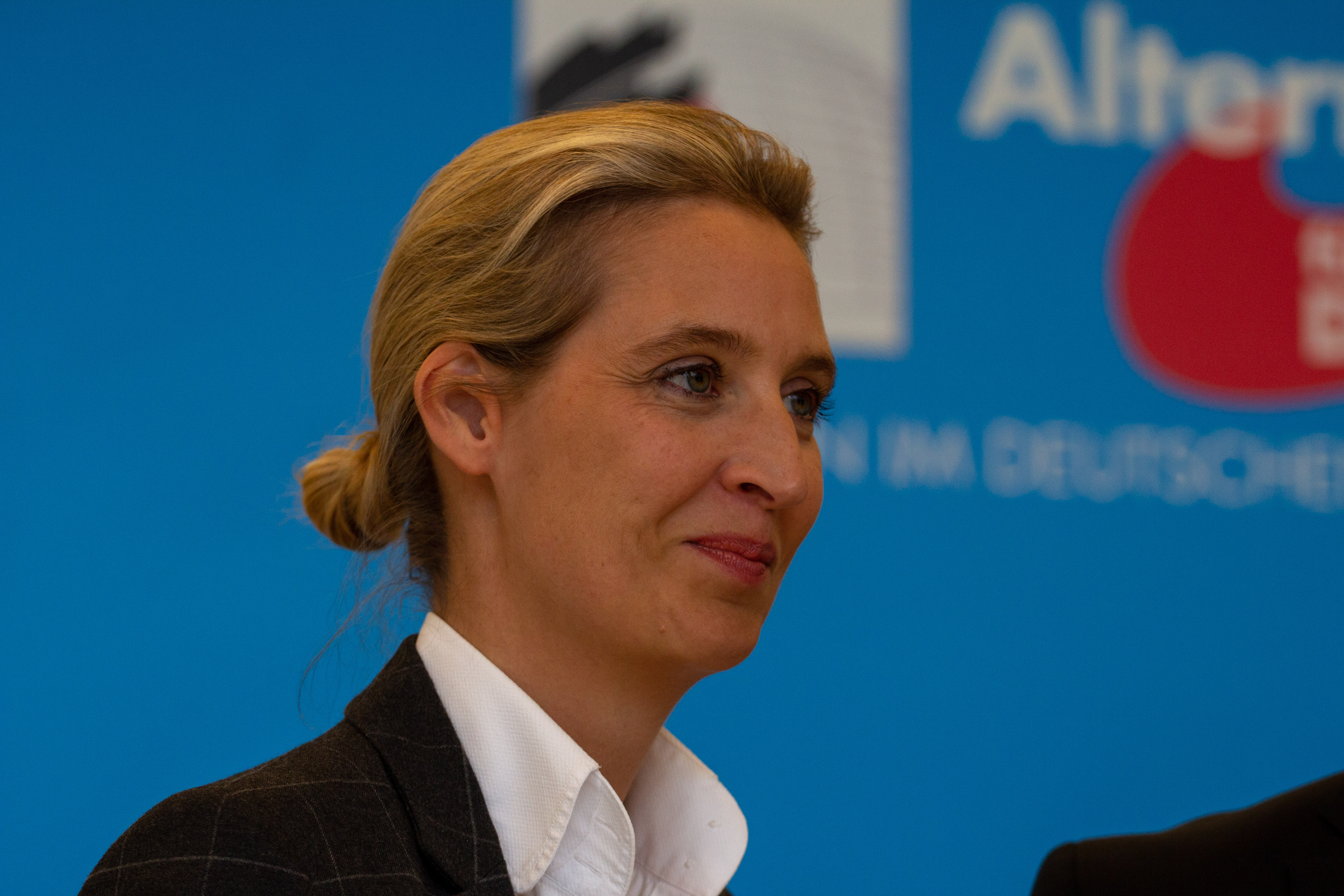
Weidel im Jahr 2019

Laut Medienberichten stimmte Weidel im AfD-Bundesvorstand nach Björn Höckes Dresdner Rede für ein Ausschlussverfahren gegen ihn. Nach ihrer Wahl zur Spitzenkandidatin erklärte sie hingegen, im bevorstehenden Wahlkampf auch mit Höcke gemeinsam um Wählerstimmen zu werben. Im Juli 2019 versprachen Weidel und Höcke nach Vermittlung des neurechten Verlegers Götz Kubitschek, einander nicht mehr öffentlich anzugreifen. Gegenüber der rechtskonservativen Jungen Freiheit bestritt Weidel ein „Bündnis“ und betonte ihre Bereitschaft, „stets dialogbereit zu sein“. Im Februar 2020 – während der Regierungskrise in Thüringen 2020 – erklärte Weidel, was Höcke dort geschafft habe, habe „noch keiner vor ihm geschafft“. Dafür gebühre ihm „der höchste Respekt“. Einen Auftritt Höckes im Herbst 2022 in Gera bei einer Veranstaltung gemeinsam mit Vertretern der rechtsextremen Gruppierung „Freie Sachsen“ (die auf der Unvereinbarkeitsliste der AfD steht) kommentierte Weidel mit den Worten, „wenn Herr Höcke dort auftritt, dann kann er das machen“. Über Höcke sagte sie, „uns unterscheiden das Sprachbild und unsere Prägung“. Auch wenn Höcke vom Westen als einem „Regenbogen-Imperium“ spreche, wisse sie, was damit gemeint sei, so Weidel (die selbst mit einer Frau zusammenlebt), nämlich „dieses überbordende Vor-der-Brust-Tragen“ einer Ideologie.
Nach Alexander Gaulands Äußerung, die SPD-Politikerin Aydan Özoğuz „in Anatolien zu entsorgen“, verteidigte Weidel Gauland. Die Äußerung sei „Geschmackssache“, in der Sache habe Gauland Recht.

## Verhältnis zur deutschen Geschichte

### „Schuldkult“ und Aussage zum Kriegsende 1945
Einige Zeit vor der Bundestagswahl 2017 schrieb Weidel auf ihrem Twitter-Kanal: „Nach 1945: Aus dem kollektiven Gedächtnis erfolgreich gelöscht. Die Gräueltaten an der deutschen Bevölkerung nach dem Zweiten Weltkrieg. […] Denn es mag so gar nicht zum Schuldkult passen. Mein Vater erlebte den Hungerwinter 1948 – wie viele andere Kinder. Darüber wird geschwiegen. Ich tue das nicht“. Im Zusammenhang mit den Kriegsverbrechen der Nazis und der damit verbundenen Erinnerungskultur sprach sie von „Schuldkult“, wie es zuvor bereits prominente AfD-Mitglieder wie Björn Höcke oder Jens Maier getan hatten. Zu Beginn des Wahlkampfes für die Bundestagswahl 2021 in Schwerin im August 2021 äußerte Weidel außerdem, dass die AfD für ein Deutschland stehe, „[…] in dem [man] einander nicht die Taten längst verstorbener Generationen vorwerfen [würde], um daraus politischen Profit zu schlagen, sondern Gräben zuschütten [müsse]“.
Im September 2023 antwortete Weidel im ARD-Sommerinterview auf die Frage, weshalb sie nicht – anders als ihr Co-Vorsitzender Chrupalla – am Empfang der russischen Botschaft zur Feier des Jahrestags des Sieges über das nationalsozialistische Deutschland teilgenommen habe: „Die Niederlage des eigenen Landes zu befeiern mit einer ehemaligen Besatzungsmacht, das ist etwas, wo ich für mich persönlich entschieden habe – auch mit der Fluchtgeschichte meines Vaters – nicht daran teilzunehmen.“ Die Befreiung Deutschlands durch die Alliierten als „Niederlage“ zu bezeichnen wurde stark kritisiert, auch war von „Geschichtsklitterung“ die Rede. Der Historiker Sven Felix Kellerhoff erinnerte an die Rede Richard von Weizsäckers 1985 und befand, Weidel falle hinter den Konsens zurück. Auch das „Leid durch Flucht und Vertreibung“ habe von Weizsäcker damals erwähnt, aber dieses „nicht auf das Kriegsende, sondern auf den Irrweg des Nationalsozialismus“ zurückgeführt.

### Wahrnehmung und Darstellung von Adolf Hitler
In einem Gespräch mit Elon Musk am 9. Januar 2025 auf dessen Plattform X behauptete Weidel, dass Adolf Hitler in Wirklichkeit ein Kommunist gewesen sei; wörtlich: „Er war kein Konservativer, er war kein Liberaler. Er war dieser kommunistische, sozialistische Typ“, zudem sei er „nichts anderes als ein antisemitischer Sozialist gewesen.“ Die Mehrheit der Geschichtsforschenden lehnt die Einordnung Hitlers und der Nationalsozialisten als „links“ und „sozialistisch“ ab. Es handelt sich um ein gebräuchliches Argument der Neuen Rechten. Hitler selbst hatte 1928 erklärt, dass die NSDAP nicht sozialistisch sei. Während linke Ideologien wie Sozialismus und Kommunismus ein Gleichheitsideal anstreben, beruht die nationalsozialistische Weltanschauung auf der Ungleichwertigkeit der Menschen (Herrenmenschen und Untermenschen) und Rassismus, welche letztlich zum Holocaust führte. Die Nationalsozialisten verfolgten und ermordeten Kommunisten; der antikapitalistische und revolutionäre Flügel der NSDAP wurde im Rahmen des Röhm-Putsches 1934 ermordet oder kaltgestellt.
Weidel bekräftigte auf RTL, es sei völlig klar, dass Hitler ein Linker „mit den gleichen Methoden wie heute“ gewesen sei, mit „Gleichschaltung von Medien, Einschränkung der Meinungsbildung und sonstigen Verboten und Ausgrenzung von anderen Meinungen.“ Hitler und Stalin seien „Brüder im Geiste“ gewesen. Es sei „der größte Fehler der Geschichte“ gewesen, so Weidel, „Hitler als rechts und konservativ zu bezeichnen“. Zudem wies sie darauf hin, dass auch der Publizist Sebastian Haffner Hitler als eher links gesehen habe. Mehrere Wissenschaftler widersprachen Weidel: Andreas Wirsching bezeichnete Weidels Aussagen als „historisch grundfalsch“. So etwas sei ein beliebtes Täuschungs- und Propagandamanöver rechtsextremer Kreise. Ilko-Sascha Kowalczuk sprach von einem „unfassbaren Geschichtsrevisionismus“. Weidels Aussagen sind laut Lars Rensmann „Fake News“, „Desinformation und Nebelkerzen“. Rechtsextremismus basiere auf einer Ideologie der „biologistisch konstruierten Ungleichheit“, was im Gegensatz zur linken „universalistischen“ Ideologie der Gleichheit stehe. Stefanie Schüler-Springorum wies darauf hin, dass ein „kleiner sozialrevolutionärer, aber antimarxistischer Flügel“ innerhalb der NSDAP 1930 entmachtet worden sei und ein „Bündnis der konservativen Eliten“ die Nationalsozialisten 1933 an die Macht gebracht habe, woraufhin Kommunisten und Sozialisten verfolgt und ermordet worden seien. Auch Albrecht von Lucke bezeichnete Weidels Äußerungen als „absurd“; Hans Vorländer sprach von „sehr großer Geschichtsklitterung“. Michael Wildt wie auch Thomas Weber betonten, dass Hitler aus ökonomischer Sicht gerade nicht links gewesen sei. Jens-Christian Wagner befand, Weidels Aussagen seien eine „Verhöhnung der Opfer“. Der antikapitalistischen Rhetorik der Nationalsozialisten habe nicht ein ebensolches Programm zugrunde gelegen, sondern „eine sozialharmonische Volksgemeinschafts-Ideologie“. AfD-Ehrenvorsitzender Alexander Gauland widersprach Weidel ebenfalls. Auch das Faktenchecker-Portal Correctiv widerspricht der Auffassung, Hitler sei antikapitalistisch oder sozialistisch gewesen, und beruft sich dabei auf Jürgen P. Lang. Hitler habe sich bereits 1925 dafür eingesetzt, Forderungen nach einem „nationalen Sozialismus“ im Parteiprogramm zu unterbinden.

### Antisemitismus und Judentum
Weidel erklärte 2018 zwar, dass es nach der Kritik des AfD-Abgeordneten Wolfgang Gedeon an der Vereinigung Juden in der AfD „an der Zeit [sei], dass er endlich aus der Partei fliegt“. Anlässlich der Verleihung des Bundesverdienstkreuzes an den jüdischen Pianisten Igor Levit u. a. für sein Eintreten gegen Antisemitismus durch Bundespräsident Frank-Walter Steinmeier warf Weidel diesem jedoch 2020 öffentlich vor, damit „die Spaltung in unserem Land zu vertiefen“.
Nachdem Charlotte Knobloch, die Vorsitzende der Israelitischen Kultusgemeinde München und Oberbayern, Anfang 2019 bei einer Gedenkveranstaltung im Bayerischen Landtag die AfD kritisiert und gesagt hatte, die Partei stehe „nicht auf dem Boden unserer demokratischen Verfassung“, und daraufhin ein großer Teil der bayerischen AfD-Abgeordneten den Plenarsaal verlassen hatte, schrieb Weidel auf Twitter: „Muttis beste Freundin Charlotte #Knobloch hat sich wirklich entblödet, im Bayerischen Landtag eine Gedenkveranstaltung für geschmacklose Parteipolitik zu missbrauchen. Wie tief kann man sinken?“
Nachdem Weidel in einem Artikel für die neurechte Wochenzeitung Junge Freiheit geschrieben hatte, „Diskreditierung der ‚bürgerlichen‘ Familie, Früh- und Hypersexualisierung, Genderismus und Multikulturalismus“ seien die „Früchte des Kulturmarxismus“, verglich der Rechtsextremismusforscher Matthias Quent diesen rechtsradikalen und antisemitisch aufgeladenen Begriff mit dem von den Nationalsozialisten häufig verwendeten Terminus des „Kulturbolschewismus“. Quent führte aus, dass der antisemitische nationalsozialistische Autor Klaus Schickert über die „Kulturmarxisten“ im Umfeld von Georg Lukács geschrieben habe und die Rechtsterroristen und Massenmörder Anders Behring Breivik 2011 sowie Brenton Tarrant 2019 als Rechtfertigung für ihre Tat angegeben hätten, sich gegen den „Kulturmarxismus“ und dessen vermeintliche Folgen zur Wehr gesetzt zu haben.

## Kontroversen

### Weidel gegen „politische Korrektheit“
Nach ihrer Nominierung zur Spitzenkandidatin für die Bundestagswahl 2017 sagte Weidel, die sogenannte politische Korrektheit gehöre auf den „Müllhaufen der Geschichte“. Christian Ehring griff dies in der Satiresendung extra 3 auf: „Jawoll, Schluss mit der politischen Korrektheit. Lasst uns alle unkorrekt sein. Da hat die Nazi-Schlampe doch recht. War das unkorrekt genug? Ich hoffe.“ Die AfD bezeichnete Ehrings Äußerung als „beleidigend und verleumderisch“ und kündigte die Prüfung rechtlicher Schritte an. Weidels Antrag auf Erlass einer einstweiligen Verfügung gegen den NDR lehnte das Landgericht Hamburg ab.

### Verlassen einer Wahlsendung
Am 5. September 2017 verließ Weidel vorzeitig die ZDF-Wahlsendung Deutschland, wie geht’s?, nachdem CSU-Generalsekretär Andreas Scheuer sie aufgefordert hatte, sich von Alexander Gauland und Björn Höcke zu distanzieren. Als sie bereits wenige Minuten später in einer Pressemitteilung lediglich Moderatorin Marietta Slomka, nicht aber Scheuer erwähnte, werteten Medienwissenschaftler wie z. B. Jo Groebel und Frank Brettschneider Weidels Verhalten als „Wahlkampftaktik“ und wohl kalkuliert. Auch auf den Mimikexperten Dirk Eilert wirkte Weidels Abgang nicht spontan, sie schien „sich in dieser Situation gefallen“ zu haben. Chefredakteur Peter Frey sprach von einer „Inszenierung“. Auch in der Satire-Sendung extra 3 wurde es so eingeschätzt.

### E-Mail-Affäre
Zwei Wochen vor der Bundestagswahl im September 2017 veröffentlichte die Welt am Sonntag eine E-Mail, die Weidel am 24. Februar 2013 versandt hatte. In der E-Mail werden unter anderem Verschwörungstheorien aus dem Kontext der Reichsbürgerbewegung vertreten sowie Sinti, Roma und Araber als „kulturfremde Völker“ bezeichnet, von denen „wir überschwemmt werden“. Außerdem bezeichnete sie Mitglieder der Regierung Angela Merkels als „Verfassungsfeinde“, „Marionetten der Siegermächte des Zweiten Weltkriegs“ und „Schweine“. In einer ersten Reaktion bestritt Weidel, diese E-Mail geschrieben zu haben, woraufhin die Welt angab, dass ihr eine eidesstattliche Erklärung des Empfängers vorliege. Laut der Welt am Sonntag bestätigte Weidels Anwalt schließlich, dass die E-Mail-Korrespondenz stattgefunden habe, und erhob auch hinsichtlich der konkreten E-Mail keine Fälschungsvorwürfe mehr. Dies kommentierte Weidel mit „Welt erfindet Kehrtwende, die es nicht gibt“, und sie springe „weiter nicht über die Stöckchen dieser Schmutzkampagne“. Frauke Petry, eine der beiden Bundessprecher der AfD, äußerte in einem Interview der Leipziger Volkszeitung (LVZ) Verständnis dafür, „wenn die Wähler entsetzt“ wären wegen der E-Mail, was die LVZ als Distanzierung ihrerseits zur damaligen Spitzenkandidatin der Partei ansah.
Knapp zehn Jahre später, Anfang 2023, griff das ZDF-Magazin Frontal das Thema wieder auf. Der Empfänger der gegenständlichen E-Mail, ein ehemaliger Bekannter Weidels, der im Fernsehen unerkannt bleiben wollte, hatte sich nochmals gemeldet, um – wie er sagte – seinen „eigenen kleinen möglichen Beitrag zu leisten, die Machenschaften und die Eigenschaften des Führungspersonals der AfD aufzudecken.“ Er forderte Weidel vor der TV-Öffentlichkeit auf, eine eidesstattliche Versicherung dahingehend abzugeben, dass sie die fragliche E-Mail nicht geschrieben habe, vermutete aber, dass sie das in dieser Sache – im Unterschied zu ihm selbst – nicht tun werde. Damit konfrontiert reagierte Weidel brüsk: „Ich weiß jetzt ehrlich gesagt nicht, was das soll“ und lehnte es kategorisch ab, auf die zu Grunde liegende Frage nach der Urheberschaft der im „Reichsbürger-Sprech“ verfassten E-Mail von 2013 einzugehen: „Ich habe zu dem Thema nichts mehr zu sagen.“

### Syrische Asylbewerberin als angebliche Haushaltskraft
Nach Recherchen der Wochenzeitung Die Zeit soll Weidel eine Asylbewerberin aus Syrien in Schwarzarbeit beschäftigt haben. Zunächst habe sie 2015 in Biel eine Studentin der Islamwissenschaft als Haushaltshilfe eingestellt, nicht wissend, dass diese eine Informantin war. Sie gab ihren Arbeitsplatz dann, so die Darstellung der Zeit, an die Geflüchtete weiter. Weidel wies die Vorwürfe zurück und ihr Anwalt teilte mit, dass es sich dabei nur um einen „freundschaftlichen Kontakt“ handele: „Dass die Asylbewerberin aber im Hause unserer Mandantin angestellt wurde oder als Angestellte gearbeitet hätte oder aber dafür Lohn bekommen hätte, ist jeweils falsch.“ Christian Lüth, Sprecher der AfD, wies darauf hin, dass Löhne für Hausangestellte unter 750 Franken im Jahr steuerfrei seien und nicht bei der „kantonalen Ausgleichskasse angemeldet werden“ müssten.
Die Studentin der Islamwissenschaft betonte jedoch gegenüber der Zeit, dass sie mehr als 750 Franken verdient habe. Dies sei dann auch bar ausgezahlt worden.
Bei einer Wahlkampfveranstaltung bezog Alice Weidel Stellung zu den Vorwürfen und stellte die Dienstleistungen als unentgeltliche Freundschaftsdienste zwischen ihr und der syrischen Flüchtlingsfamilie dar, die auf Gegenseitigkeiten beruhten.

### Verhalten in sozialen Netzwerken
Als Alice Weidels AfD-Kollegin Beatrix von Storch wegen eines Tweets, der Muslime pauschal als Vergewaltiger verunglimpfte, auf Twitter gesperrt und von der Polizei Köln wegen des Verdachts auf Volksverhetzung angezeigt wurde, wurde sie von Weidel wie folgt unterstützt:

„Das Jahr beginnt mit dem Zensurgesetz und der Unterwerfung unserer Behörden vor den importierten, marodierenden, grapschenden, prügelnden, Messer stechenden Migrantenmobs, an die wir uns gefälligst gewöhnen sollen. Die deutsche Polizei kommuniziert mittlerweile auf Arabisch, obwohl die Amtssprache in unserem Land Deutsch ist.“

Weidel bezieht sich damit auf einen Neujahrsgruß der Polizei Köln, der neben einer deutschen, englischen und französischen Fassung auch auf Arabisch publiziert wurde.
Im Sommer 2018 führte Weidel auf Twitter einen Konflikt mit dem Rapper Farid Bang.
Im Januar 2019 behauptete Weidel auf ihrer Internetseite, es sei im Mai 2018 in der Erstaufnahmeeinrichtung Ellwangen zu Ausschreitungen gekommen, bei denen Polizisten verletzt wurden. In diesem Zusammenhang bezeichnete sie den Kameruner Alassa Mfouapon als „Rädelsführer“. Er ging vor dem Landgericht Hamburg erfolgreich gegen diese Bezeichnung vor. Auch Zeugenaussagen und die betreffenden Polizisten sprachen gegen Weidels Darstellung der Ereignisse.
Im Januar 2025 empfahl der angeblich intelligenteste Mensch der Welt, der Südkoreaner Young Hoon Kim, den Deutschen in zahlreichen Beiträgen auf der Plattform X, in der anstehenden Bundestagswahl die AfD zu wählen. Kim tritt unter anderem im koreanischen Fernsehen auf, wo er für seine angeblichen Leistungen gefeiert wird. Weidel teilte den Wahlaufruf und schrieb eine Lobesrede auf ihren neuen Unterstützer. Wenig später löschte sie den Beitrag jedoch wieder. Laut der Netzaktivistin und Hackerin „Nella“ gibt es keine belastbaren Quellen im Internet, welche die außergewöhnliche Intelligenz des Südkoreaners belegen.

### Deutsche Fußballnationalmannschaft
Im Mai 2018 sagte Weidel in der WDR-Sendung 1 zu 1, dass sie wegen der Nominierung der türkischstämmigen Fußballer Mesut Özil und İlkay Gündoğan, die nach ihrer Meinung „offensichtlich ein Problem mit unserem Staat haben“, da sie sich mit dem türkischen Präsidenten Erdoğan getroffen hatten, selbst „schon Probleme“ habe, der deutschen Nationalmannschaft zu applaudieren.

### Chemnitzer Ausschreitungen
Nach den gewalttätigen Ausschreitungen in Chemnitz 2018, in deren Folge diverse Falschmeldungen in den sozialen Medien verbreitet wurden, äußerte Weidel: „Das Abschlachten geht weiter.“ Der Historiker Volker Weiß befand, sie habe diese Tat in „ihr Narrativ von einer Verschwörung gegen das deutsche Volk“ integriert. Holger Stark attestierte ihr, die Proteste in Chemnitz am 27. August 2018 noch mitangefacht zu haben, und schrieb: „Die Demonstranten von Chemnitz sind auch Weidels und Frohnmaiers Demonstranten.“

### Wahlkampfspenden aus dem Ausland
Im November 2018 wurde bekannt, dass der AfD-Kreisverband Bodensee zwischen Juli und September 2017 insgesamt rund 130.000 Euro, gestückelt in 18 Tranchen von meist 9.000 Franken (rund 8.200 Euro), als Wahlkampfspenden von dem Pharmaunternehmen PWS PharmaWholeSale International AG aus Zürich erhalten hatte. Nach Angaben des Verwaltungsrats des Unternehmens habe der Geschäftsführer die Überweisungen „treuhänderisch für einen Geschäftsfreund“ erledigt. Die Identität dieser Person blieb zunächst unklar. Als stellvertretende Vorsitzende erlangte Weidel im Wahlkampf von der Kreisschatzmeisterin Kenntnis von den Spenden, die als „Wahlkampfspende Alice Weidel Socialmedia“ gekennzeichnet waren. Nach Anfrage an den Landesschatzmeister hielt dieser die Spenden für zulässig, worauf mit dem Geld Anwaltskosten in Höhe von 16.000 Euro und weitere 7000 Euro für einen Mitarbeiter im Internetwahlkampf (u. a. für die Erstellung von Beiträgen und das Kaufen von „Likes“ für Facebook-Fanseiten) beglichen wurden. Der Rest ging im April 2018 größtenteils zurück. Allerdings hatte Weidel am 21. September 2017 auf ihrer Facebook-Seite behauptet, „die AfD erhalte im Gegensatz zu anderen Parteien keine Großspenden“, weshalb sie normale Bürger zu Spenden von 25 oder 50 Euro aufrief.
Nach Bekanntwerden dieses Vorgehens bat die Bundestagsverwaltung den AfD-Bundesverband um Stellungnahme. Gemäß § 25 Abs. 2 ParteiG kann es sich bei solchen Zahlungen um unzulässige Parteispenden handeln, wenn sie aus Ländern außerhalb der EU und nicht von deutschen Staatsbürgern stammen. Laut Bundestagsverwaltung müssen sie dann entweder sofort zurückgeleitet oder an den Bundestagspräsidenten abgeführt werden. Einzelspenden über 50.000 Euro sind außerdem meldepflichtig. Als Einzelspenden legt die Bundestagsverwaltung auch gestückelte Zahlungen aus, wenn sie erkennbar „auf einem einheitlichen Spendenentschluss der zuwendenden Person“ beruhen. Der Co-Landesvorsitzende Ralf Özkara kündigte eine interne Aufarbeitung und Aufklärung an. Weidel schloss Konsequenzen für sich aus, da die Spenden nicht direkt an sie gegangen seien und sie auf die Prüfung durch den Landesschatzmeister vertraut habe.
Am 14. November 2018 gab der AfD-Bundesverband bekannt, dass der Kreisverband Bodensee eine weitere Spende in Höhe von 150.000 Euro von einer Stiftung in den Niederlanden erhalten habe. Sie sei am 13. Februar 2018 eingegangen, nach einer juristischen Prüfung nicht angenommen und am 9. Mai 2018 zurück überwiesen worden, da man „weder die Spenderidentität noch die Spendermotivation zweifelsfrei [habe] feststellen“ können. Diese Bekanntgabe erfolgte nach Recherchen von WDR, NDR und SZ, die am Wochenende zuvor Weidel mit der zweiten Großspende konfrontiert hatten. Zunächst gab die AfD an, dass diese zweite Spende aus Belgien stamme, korrigierte sich aber einen Tag später. Der neurechte Staatsrechtler Karl Albrecht Schachtschneider, der von der AfD mit der internen Prüfung der beiden Zahlungseingänge aus dem Ausland betraut wurde, bezeichnete Weidels Handeln als „in jeder Hinsicht korrekt“.
Ebenfalls am 14. November war zu erfahren, dass die Staatsanwaltschaft Konstanz ein Ermittlungsverfahren wegen eines möglichen Verstoßes gegen § 31d Parteiengesetz einleiten wollte. Dieser verbietet es, Herkunft oder Verwendung von Geldern einer Partei zu verschleiern. Für ein solches Verfahren musste der Deutsche Bundestag Weidels Immunität als Abgeordnete aufheben, worüber vorher der Präsident des Bundestages sowie Weidel selbst in Kenntnis zu setzen waren. Nach Ablauf der nötigen 48 Stunden Sperrfrist teilte die Staatsanwaltschaft am 20. November mit, dass sie Ermittlungen gegen Weidel und drei weitere Personen aufgenommen hatte. Am 20. September 2021 teilte die Staatsanwaltschaft mit, dass die Ermittlungen gegen Weidel eingestellt worden seien, weil kein hinreichender Tatverdacht bestehe.
In der Generaldebatte zum Bundeshaushalt Ende November 2018 nahm Weidel Stellung zu der öffentlichen Kritik an ihr und verwies in diesem Zusammenhang auf die CDU-Spendenaffäre. Angela Merkel nahm in ihrer Rede kurz Bezug darauf: „Das Schöne an freiheitlichen Debatten ist, dass jeder über das spricht, was er für das Land für wichtig hält.“ Im April 2019 wurde bekannt, dass die Spenden über Strohleute des deutschen Immobilienunternehmers und Milliardärs Henning Conle geflossen waren.

### Brand von Notre-Dame
Nach dem Brand der Kathedrale Notre-Dame in Paris im April 2019 knüpfte Weidel an Verschwörungstheorien an, die das Feuer mit Angriffen gegen Christen und Anschlägen auf Kirchen in Verbindung brachten. Auf Twitter zitierte sie einen Bericht der Beobachtungsstelle für Intoleranz und Diskriminierung von Christen in Europa, der „allein im Februar“ 47 Angriffe in Frankreich gezählt habe, und wies zugleich auf den Vorfall in der Kirche Saint-Sulpice in Paris hin, in der einen Monat zuvor, im März 2019, eine Tür des Südquerhauses gebrannt hatte.

### Tötungsdelikte im Frankfurter Hauptbahnhof und in Augsburg
Nach dem Tötungsdelikt im Frankfurter Hauptbahnhof 2019, bei dem Ende Juli 2019 ein psychisch erkrankter Eritreer einen Jungen und dessen Mutter vor einen ICE-Zug gestoßen hatte und das Kind dabei getötet worden war, kommentierte Weidel auf Twitter die Tat des „Afrikaners“ mit den Worten: „Schützt endlich die Bürger unseres Landes – statt der grenzenlosen Willkommenskultur!“ Als am Folgetag bekannt wurde, dass der Mann bereits 2006 in die Schweiz geflüchtet war, meinte Weidel, dass das Kind noch leben würde, wenn der Grenzschutz funktioniert hätte. Der Journalist Stephan Hebel warf Weidel in der Frankfurter Rundschau vor, „mit der Herkunft des mutmaßlichen Täters ihr schmutziges Süppchen zu kochen“, und wies darauf hin, dass sie eine Woche zuvor, als im hessischen Wächtersbach ein Eritreer zum Opfer eines offensichtlichen Mordversuchs geworden war, dazu öffentlich geschwiegen habe. Werner Kolhoff schrieb in der Westdeutschen Zeitung, dass Weidel sich auch nicht für einen fast gleichartigen Fall eine Woche zuvor in Voerde interessiert habe, als eine 34-jährige Deutsche auf dem Bahnhof gestorben sei. Der Täter hierbei war ein legal hier lebender 28-jähriger in Lemgo geborener Mann serbischer Staatsangehörigkeit, den, wie Kohlhoff betonte, ein Iraker festgehalten habe. Weidel werde, so Kolhoff, „seit langem nur dann aktiv, wenn Flüchtlinge kriminell werden, vor allem Schwarze und Muslime“. Maik Fielitz und Holger Marcks wiesen darauf hin, dass Weidel in der Tat eines geistig kranken Mannes aus Eritrea eine weitere Folge der „grenzenlosen Willkommenskultur“ gesehen habe, während sie sich nach dem rechtsextremen Anschlag in Hanau 2020 ein Jahr später darüber beklagt habe, dass die Tat eines Geistesgestörten politisch gegen die AfD instrumentalisiert werde.
Nachdem im Dezember 2019 in Augsburg auf dem Königsplatz ein 49-jähriger Mann nach dem Faustschlag eines in Augsburg geborenen 17-jährigen Deutschen, mit zusätzlich türkischer sowie libanesischer Staatsangehörigkeit, gestorben war, twitterte Weidel von „Migrantengewalt“ und einer „Umkehr in der Einwanderungspolitik“. Ronen Steinke bezeichnete in der SZ diese „Instrumentalisierung“ als „ekelerregend“. Würde der mutmaßliche Täter nicht noch zusätzlich über eine Herkunft aus einem anderen Land verfügen, würden „Weidel und ihre Konsorten […] seine Straftat, die schon schlimm genug ist, kaum noch zusätzlich reißerisch aufbauschen“. Weidel lebe von dem „Reflex“, dass „Ausländer halt krimineller“ seien. Entscheidend sei jedoch der soziale Hintergrund, nicht eine Nationalität. Schläger wie in Augsburg könne man bestrafen, aber „als Individuen, nicht als Repräsentanten einer etwaigen ethnischen Gruppe“.

### COVID-19-Pandemie
Während der COVID-19-Pandemie in Deutschland änderte sich Weidels Stoßrichtung dramatisch. Am 12. März 2020 äußerte sie, dass sich COVID-19 in Deutschland „ungehindert ausbreiten“ könne, während sämtliche EU-Länder das „öffentliche Leben praktisch“ einstellten. Das werde für Deutschland „fatale Folgen haben“, die Regierung müsse „jetzt endlich angemessene Schritte einleiten“. Sie sprach von einem „fahrlässigen Spiel mit dem Leben und der Gesundheit unserer Bürger“, denn nach allem, was man wisse, gehe von dem Virus „eine höhere Ansteckungsgefahr und ein größeres Mortalitätsrisiko aus als von der gewöhnlichen Grippe“. Nach der Massenquarantäne forderte Weidel jedoch bereits am 20. April 2020, die Wirtschaft „sofort“ wieder hochzufahren; die „Chaos-Politik der Bundesregierung“ sei „desaströs“. Ende Mai 2020 nannte sie auf einer Demonstration in Stuttgart die Corona-Politik der Bundesregierung „vordemokratisch“ und warf ihr vor, „Grundrechte pauschal ein[zu]schränken und dann wie einen Gnadenakt scheibchenweise wieder zu[zu]teilen“. ZDFheute gegenüber sprach sie von „oft nicht nachvollziehbaren und ungerechten Maßnahmen“. Nachdem Parteichef Jörg Meuthen Ende November 2020 beim Parteitag in Kalkar kritisiert hatte, dass die Partei sich zu sehr mit der „Querdenker“-Bewegung solidarisiere, sagte Weidel, sie könne „jedem empfehlen, der versucht, diese Bewegung zu diffamieren, einfach mal eine Querdenken-Demo zu besuchen“, und bezeichnete das Infektionsschutzgesetz als verfassungswidrig; daher sei man „zu Recht auf die Straße gegangen“.
An einer Präsenzveranstaltung der AfD am 24. Januar 2021 in Schwäbisch Gmünd behauptete Weidel während einer Wahlkampfrede, in einer Bäckerei ihres Wohnorts Überlingen am Bodensee habe ein inkognito aufgetretener Mitarbeiter des städtischen Ordnungsamts, ohne eine Corona-Schutzmaske zu tragen, eine Brezel gekauft. Wegen dieses provozierten Verstoßes gegen die Corona-Verordnung sei gegen die Verkäuferin ein Bußgeld („Strafsatz“) in Höhe von 2000 Euro verhängt worden. Weidel fügte hinzu: „Das hat sich zugetragen, das wurde mir so erzählt von der Bäckerin.“ Die Stadt Überlingen stellte den geschilderten Vorfall, den Weidel als Beleg dafür heranzog, „dass man hier eine Kultur der Bespitzelung heranzüchtet“, nachdrücklich in Abrede und kündigte rechtliche Schritte an, sollte sich die stellvertretende Vorsitzende der AfD im Bodenseekreis nicht entschuldigen. Der Kreisvorsitzende der SPD im Bodenseekreis, Leon Hahn, sprach in diesem Zusammenhang von einer „Lüge“ und einem „leicht widerlegbaren Vorwurf gegen das Ordnungsamt“. Weidel kam der Aufforderung zur Entschuldigung am 4. Februar in einem Telefonat mit dem Leiter des Überlinger Ordnungsamts nach. Quelle für ihre falsche Aussage sei demnach nicht die ursprünglich genannte Bäckerin gewesen, die ihr das selbst erzählt hätte, sondern ein „Überlinger Bürger“, der sie kurz vor ihrer Rede in Schwäbisch Gmünd „über den vermeintlichen Vorfall in einer Bäckerei“ informiert habe. Weidel räumte daraufhin ein: „Das hätte mir nicht passieren dürfen.“ Da sie ihre Entschuldigung jedoch zunächst nicht wie zugesagt auf ihrem Twitter-Kanal veröffentlichte, kündigte der Überlinger Oberbürgermeister Jan Zeitler die Einforderung einer Unterlassungserklärung auf gerichtlichem Wege an. Hierauf twitterte Weidel am 10. Februar: „Ich bin einer Wanderlegende aufgesessen. Selbstverständlich werde ich die falsche Geschichte nicht wiederholen.“ Am 23. Februar 2021 unterzeichnete sie schließlich eine Unterlassungserklärung, die als falsch erwiesenen Behauptungen gegen das Ordnungsamt Überlingen nicht länger kundzutun.
Am 30. Juli 2021 erklärte Weidel, dass sie sich auf absehbare Zeit nicht gegen COVID-19 impfen lasse, und beklagte, dass gesunde Ungeimpfte in Deutschland diskriminiert würden – sie halte auch nichts von einer implizierten Impfpflicht. Mitte November 2021 erkrankte sie an COVID-19 und musste sich in häusliche Quarantäne begeben.
In einem Interview mit dem Journalisten Erhard Scherfer für den Fernsehsender Phoenix am 8. Dezember 2021 bestritt Weidel nachdrücklich dessen Aussage, in den Krankenhäusern seien überwiegend Ungeimpfte auf den Intensivstationen. Auf die Nachfrage, woher sie ihrerseits die Zahlen dazu habe, nannte Weidel das Statistische Bundesamt als Quelle. Das Bundesamt selbst stellte freilich alsbald klar, dass es über solche Daten überhaupt nicht verfüge, was eine beachtliche Resonanz in den Medien auslöste. Eine Anfrage der Deutschen Presse-Agentur, auf welche statistischen Daten sie sich konkret beziehe, ließ die AfD-Politikerin unbeantwortet. Das RedaktionsNetzwerk Deutschland widerlegte Weidels Behauptungen anhand der offiziellen Daten des Robert Koch-Instituts.
Bei einer AfD-Veranstaltung im März 2024 in Heilbronn stellte Weidel die Frage, wer eigentlich die Verantwortung „für die ganzen Impfgeschädigten, die im Rollstuhl sitzen, die gestorben sind“, übernehme.

### Öffentlich-rechtliche Medien
Nach der Bundestagswahl 2021 sprach Weidel in einem Interview im Ersten von einer „ganz klaren“ medialen „Wettbewerbsverzerrung“. Man habe, so Weidel, „die Grünen nach oben gejuxt, man hat einen Drei-Parteien-Wahlkampf gemacht“. Der Moderator Ingo Zamperoni hielt ihr entgegen, sie sei „hier auch zu Wort gekommen“, man habe sie also „nicht ausgespart“. Weidel behauptete daraufhin, dass es Zamperoni regelrecht freue, dass die anderen Parteien angekündigt hatten, nicht mit der AfD koalieren zu wollen. Die ARD-Programmdirektorin Christine Strobl hielt es „für problematisch, Institutionen – und auch die öffentlich-rechtlichen Sender – derartig grundlos und abfällig zu diskreditieren“. Im Falle der AfD sei das „eindeutig Kalkül“.

### Angebliche Bedrohung und Absage eines Wahlkampfauftrittes

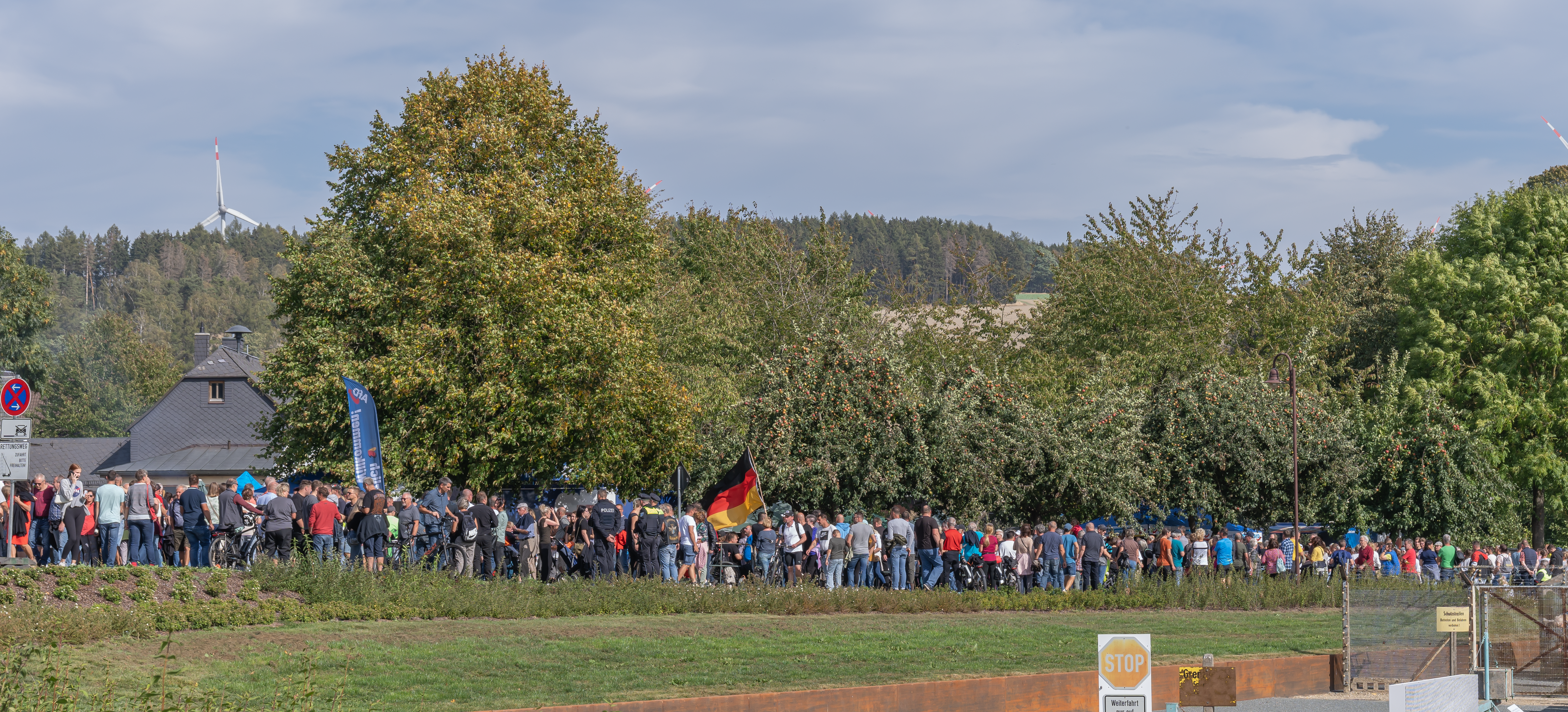
Mödlareuth am 3. Oktober 2023

Am 3. Oktober 2023, dem Feiertag der Deutschen Einheit, sollte Weidel zum Höhepunkt des bayerischen Landtagswahlkampfes 2023 im thüringisch-bayerischen Grenzort Mödlareuth auftreten. Stattdessen trat ein anderer AfD-Vertreter auf die Bühne und behauptete, Weidel könne aus Sicherheitsgründen nicht auftreten, da sie am vorvergangenen Wochenende von einem „sicherheitsrelevanten Vorfall“ betroffen worden sei. Da sich laut Aussage der AfD „Hinweise verdichtet hätten, die auf einen Anschlag auf ihre Familie hindeuteten“, seien Weidel und ihre Familie von der Polizei aus ihrer Privatwohnung im schweizerischen Einsiedeln (Kanton Schwyz) evakuiert und an einen sicheren Ort gebracht worden. Sie und ihre Familie seien deshalb in ein sicheres Haus gebracht worden, das sie aus Angst um ihr Leben bis auf Weiteres nicht verlassen könnten. Zudem wurde zur Wahlkampfveranstaltung eine Videobotschaft von Weidel angeblich aus einem sicheren Haus abgespielt, wobei sie bedauerte, den Wahlkampfauftritt nicht durchführen zu können. Norbert Kleinwächter, stellvertretender Vorsitzender der AfD-Bundestagsfraktion, verkündete vor Ort und auf seinem YouTube-Kanal, dies entspreche Hausarrest für einen politisch missliebigen Kandidaten. Tags darauf stellte sich jedoch heraus, dass Alice Weidel sich stattdessen zusammen mit ihrer Familie schon seit dem 1. Oktober und auch zum Zeitpunkt des geplanten Wahlkampfauftrittes im Urlaub am Meer auf Mallorca aufhielt und sich nie in einem sicheren Haus befand. Sie wurde zusammen mit ihrer Lebensgefährtin am Nachmittag des 3. Oktober an der mallorquinischen Ostküste in einem Strandrestaurant gesehen. Auf Medienanfrage bestätigte ihr Büro im Nachhinein den Urlaubsaufenthalt auf der Ferieninsel. Seit wann der Urlaub auf Mallorca geplant gewesen sei, wollten ihr Büro und ihr persönlicher Sprecher nicht beantworten. Das für den Personenschutz von Politikern zuständige deutsche Bundeskriminalamt (BKA) teilte auf Mediennachfrage mit, die Absage des Wahlkampfauftrittes am 3. Oktober sei nicht auf Veranlassung oder Empfehlung des BKA erfolgt.
Die Kantonspolizei des Kantons Schwyz, wo Weidel und ihre Familie einen Wohnsitz haben, erklärte, dass es am 23. September 2023 einen Polizeieinsatz gab, aus „polizeitaktischen Gründen“ würden dazu aber „keine weiteren Angaben gemacht“. Weidel nahm an der Sitzungswoche des Deutschen Bundestages Ende September 2023 teil. Am 8. Oktober 2023 erklärte sie, die Meldungen über ein „Safehouse“ (deutsch sicheres Haus) seien falsch gewesen, dies würde innerhalb der Partei aufgeklärt werden. Im September sei ihre Wohnung von einer Antiterroreinheit geräumt worden. Um das erlittene Trauma mit beiden kleinen Kindern aufzuarbeiten und Abstand zu gewinnen, sei die Familie nach Mallorca gereist.

### Nicht schuldhafte Zitierfehler
Im Dezember 2023 veröffentlichte die Süddeutsche Zeitung Auszüge eines Gutachtens, wonach Weidels 2011 veröffentlichte Dissertation Das Rentensystem der Volksrepublik China zahlreiche Plagiatsfragmente und falsch gekennzeichnete Zitate enthalte. Das Gutachten wurde von unbekannter Seite in Auftrag gegeben und bezahlt. Die Süddeutsche Zeitung interpretierte dieses Verfahren als Versuch, Weidel zu schaden. Die Universität Bayreuth legte das Gutachten ihrer „Kommission für wissenschaftliche Integrität“ zur Begutachtung vor. Die Kommission lehnte in der Folge die Eröffnung eines Hauptverfahrens zur weiteren Überprüfung des Plagiatsverdachts einstimmig ab. In Umfang und Bedeutung reichten die vereinzelten Zitationsfehler nicht aus, um ein schuldhaftes wissenschaftliches Fehlverhalten zu belegen.

### Majestitäsbeleidigung-Kontroverse
Alice Weidel kritisierte 2024 den damaligen Wirtschaftsminister und Vizekanzler von Bündnis 90/Die Grünen Robert Habeck dafür, dass er juristisch gegen einen Rentner vorging, der ihn auf X als „Schwachkopf PROFESSIONAL“  bezeichnet hatte. Sowohl Weidel als auch die AfD nutzen im Anschluss an die Anzeige die daraufhin aufkeimende Debatte, um gegen Habeck und die Verwendung des umstrittenen Paragrafen 188 (Gegen Personen des politischen Lebens gerichtete Beleidigung, üble Nachrede und Verleumdung) Stimmung zu machen. In einer Rede im Bundestag sprach Weidel im Dezember beispielsweise von einer „so panischen wie mimosenhaften politischen Klasse, die die Justiz missbrauche, um aufsässige Bürger nach einem eigens geschaffenen Majestätsbeleidigungsparagrafen zum Schweigen zu bringen“.
Eine T-Online Recherche zeigte jedoch auf, dass Alice Weidel bereits 2017 gegen das NDR-Satiremagazin Extra 3 einen Unterlassungsantrag an das Landgericht Hamburg stellte, weil der Satirikers Christian Ehring sie in einer Sendung als „Nazi-Schlampe“ bezeichnet hat. Nach der Diskussion um Habeck stellte Weidel 2024 und 2025 viele Strafanträge aufgrund des Paragrafen 188 gegen Personen gestellt. Der Anwalt Mario Kroschewski meinte, er „habe einen Aktenschrank voller Fälle“ und „100 Anzeigen wegen Beiträgen zur AfD, 90 Prozent wegen Frau Weidel.“. Marjola Wende, eine weitere Anwältin, vertritt 20 Mandanten, gegen die zusammen rund 200 Anzeigen erstattet worden sind, auch hier fast alle aus der AfD, zum Großteil von Weidel. In einem Fall geht es um mehr als 50 Anzeigen gegen eine einzelne Person.

## Rezeption in der Popkultur
Weidel und ihre Politik wurden bereits mehrfach in Liedern thematisiert, so unter anderem in Alice im Wunderland (Album Bohemien, 2019) von Rapper Disarstar und Alice und Sarah (Album Puro Amor, 2021) der Punkband Broilers, wo die Lebensgemeinschaft mit Sarah Bossard im Fokus steht. Auch Rapper Farid Bang machte Weidel wiederholt zur Antagonistin seiner Lieder, bis Weidel ihn anwaltlich im Juni 2019 zur Unterzeichnung einer Unterlassungserklärung bewegte.

## Familie und Privatleben
Weidels Familie stammt väterlicherseits aus Leobschütz in Oberschlesien. Ihr Vater Gerhard Weidel wurde im Januar 1939 in Oberschlesien geboren und floh im Februar 1945 mit seiner Mutter und seiner Schwester nach Verl in Ostwestfalen. Er gründete 1972 eine Handelsvertretung für Büromöbel und arbeitete als Handelsvertreter für Möbel, Einrichtungsgegenstände und Antiquitäten. 
Weidels Großvater Hans Weidel (1903–1985) war promovierter Jurist und NS-Funktionär. Alice Weidel habe „aufgrund familiärer Dissonanzen“ keinen Kontakt zu ihrem Großvater gehabt und nichts von seiner Vergangenheit gewusst.
Weidel hat ihren Hauptwohn- und Steuersitz in Überlingen am Bodensee. Gemäß Schweizer Behörden war sie 2017 auch im bernischen Biel gemeldet, wo sie ebenfalls Steuern zahlte. Weidel, die lesbisch ist und es ablehnt, als queer bezeichnet zu werden, ist seit 2009 mit Sarah Bossard (* 1982) liiert, mittlerweile in einer eingetragenen Partnerschaft. Das Paar zieht gemeinsam zwei Söhne groß – der ältere Sohn wurde 2012/13 geboren –, die zwei verschiedene Väter haben und deren Mutter Bossard ist. Bossard stammt aus Sri Lanka und wurde im Alter von drei Monaten von einem Schweizer Pfarrerehepaar adoptiert. Als Film- und Fernsehproduktionsleiterin hatte sie in Biel einen „links-grünen Freundeskreis“, den sie verlor, als ihre Beziehung zu Weidel bekannt wurde. Im Beruf blieben deshalb Aufträge aus. Laut Weidel kam es zu verschiedenen Arten von gegen die Familie gerichtetem Animositäten wegen ihrer politischen Aussagen, so dass die Familie 2018 nach Einsiedeln in den Kanton Schwyz zog. Auch aus Weidels Partei gibt es Anfeindungen wegen ihrer lesbischen Beziehung.
Weidel war bis Januar 2021 Mitglied der Friedrich A. von Hayek-Gesellschaft.
Sowohl privat als auch in der Partei lässt Weidel sich mit ihrem Spitznamen „Lille“ anreden.

## Schriften (Auswahl)
- Die Rolle der Banken in der Corporate Governance als transformationspolitisches Konzept. Eine Analyse aus institutionenökonomischer Sicht am Fallbeispiel der Volksrepublik China. (Bayreuth, Univ., Mag.-Arb., 2004).
- Das Rentensystem der Volksrepublik China. Reformoptionen aus ordnungstheoretischer Sicht zur Erhöhung der Risikoresistenz (= Schriften zur Nationalökonomie, Band 60). P.C.O.-Verlag, Bayreuth 2011, ISBN 978-3-941678-25-5 (Zugl.: Bayreuth, Univ., Diss., 2011).
- Widerworte. Gedanken über Deutschland. Plassen Verlag, Kulmbach 2019, ISBN 978-3-86470-631-8
- Der Euro ist kein Integrationsvehikel für Europa. In: Georg Rüter, Patrick Da-Cruz, Philipp Schwegel (Hrsg.): Gesundheitsökonomie und Wirtschaftspolitik. Festschrift zum 70. Geburtstag von Prof. Dr. Dr. h. c. Peter Oberender. Lucius & Lucius, Stuttgart 2011, ISBN 3-8282-0543-7, S. 188–200.
- Chinas Bankensystem im Umbruch: Reformnotwendigkeiten aus ordnungspolitischer Sicht. In: Peter Oberender und Jochen Fleischmann (Hrsg.): China im Aufbruch. Hintergründe und Perspektiven eines Systemwandels. P.C.O.-Verlag, Bayreuth 2004, S. 251–270, ISBN 978-3-936299-32-8.